# Lengua histórica
Una lengua histórica es aquella que se ha constituido con el tiempo en una unidad leal y es identificada como tal tanto por sus hablantes como por los de otras lenguas. Así, en España se reconocen la lengua castellana, la gallega, la catalana, y la vasca; y, en el resto del mundo, el francés, el inglés, etc.
Cada lengua histórica se halla constituida por un conjunto de lenguas funcionales, que en parte coinciden y en parte se distinguen unas de otras, aunque sin llegar a diferenciarse tanto como para perder la unidad.
Una lengua histórica, pese a la unidad que la caracteriza y la distingue de otras lenguas, presenta siempre diferencias y variedades internas.
Las variedades dentro de una lengua histórica pueden ser de tres tipos, a cada uno de los cuales le corresponde un sistema lingüístico concreto:
- Diferencias o variedades diatópicas: Son las realizaciones de una lengua en las distintas zonas territoriales.[1] Los sistemas que corresponden a estas variedades son los dialectos.[1]
- Diferencias o variedades diastráticas: Se establecen entre los estratos socioculturales de una comunidad lingüística.[1] Se manifiestan en los niveles de la lengua, también denominados dialectos sociales o sociolectos.[1]
- Diferencias o variedades diafásicas: Responden a las diversas formas de expresión de los hablantes en relación con la situación comunicativa.[1] Se realizan eb los estilos de la lengua o registros.[1]

En una lengua histórica coexisten dialectos, niveles y estilos de lengua diferentes. Como dice Coseriu: «Una lengua histórica no es nunca un solo sistema lingüístico, sino un diasistema, un conjunto más o menos complejo de dialectos, niveles y estilos de lengua».